# Slingsby Primary
Die Slingsby Type 3 (T.3) Primary (oft auch als Dagling bezeichnet) war ein einsitziges Gleitflugzeug des britischen Herstellers Slingsby Sailplanes, Scarborough, der in den 1930er Jahren aus dem deutschen Anfängergleitflugzeug Zögling entwickelt wurde und als Schulgleiter eingesetzt wurde.

## Geschichte

### Zögling als Vorbild
Die Ursprünge der einsitzigen Schulgleiter gehen zurück auf deutsche Entwicklungen in den 1920er Jahren, als die Anzahl der zweisitzigen Trainer gering war und es für möglich erachtet wurde die Schulung von Beginn an mit einfach aufgebauten und robusten Einsitzern durchzuführen. Die entsprechenden Schulungsverfahren wurden unter der Federführung der Rhön-Rossitten-Gesellschaft erarbeitet. Alexander Lippisch entwarf dazu den Zögling, der sich als Standard-Anfangstrainer durchsetzen konnte. Die Tragfläche des Eindeckers hatte einen rechteckigen Grundriss, der „Rumpf“ bestand aus einem A-förmigen Rahmen, der oben in einer Art Giebelsäule auslief, die die Tragfläche trug. Sitz und Steuerungselemente waren auf einem soliden „Kiel“ angeordnet. Oft wurde auch eine Verkleidung angebracht, so dass eine Rumpfgondel entstand, die den aerodynamischen Widerstand etwas verringerte.
Mit dem Zögling waren Hangflüge möglich, wenn der Wind jedoch eigentlich stark genug für einen nennenswerten Auftrieb war, waren die Bedingungen für sichere Flüge schon nicht mehr gegeben. Eine Überarbeitung des Zöglings führte Wolf Hirth durch, statt der Leitwerksträger aus Holz verwendete er vier Stahlrohre. 1929 gelangten die Konstruktionszeichnungen der Hirth-Version in die USA zur dort kurz zuvor gegründeten National Glider Association (NGA). Als sich dann später im gleichen Jahr die British Gliding Association (BGA) gründete, sandte die NGA diese Zeichnungen als Good-will-act wieder zurück über den Atlantik zur BGA, wobei einen Satz der im Januar 1930 gegründete London Gliding Club erhielt.

### Bau bei R.F. Dagnall
R.F. Dagnall, Inhaber der RFD Company, der bereits Erfahrung im Bau von Ballonen und Luftschiffen aufweisen konnte, bot dem London Gliding Club an nach den modifizierten Zögling-Plänen einen entsprechenden Schulsegler zu bauen. Der Prototyp wurde am 16. März 1930 zum ersten Mal von Mitgliedern des Vereins geflogen. In den darauf folgenden Monaten wurden 28 RFD-Exemplare hergestellt, die nach dem Hersteller als Daglings (Dagnall + Zögling) bezeichnet wurden. Unabhängig von ihrer Herkunft bürgerte es sich später ein, sämtliche Segelflugzeuge dieser Bauart als Daglings zu bezeichnen.
1932 gab Dagnall den gesamten Segelflugzeugbau an die British Aircraft Company weiter, da er mit Regierungsaufträgen bereits stark ausgelastet war. Doch nach dem Tod von C.H. Lowe-Wylde dem Gründer und Chefkonstrukteur von BAC, gab auch dieses Unternehmen den Segelflugzeugbau auf und Slingsby übernahm den Bau des Daglings.

### Bau bei Slingsby
Die Produktion bei Slingsby begann 1933 und ging unverändert auch nach dem Umzug von Scarborough nach Kirbymoorside im Herbst 1934 weiter. Einige Exemplare wurden auch von anderen Unternehmen hergestellt, manche sogar noch nach dem Zweiten Weltkrieg.

## Technische Daten
| Kenngröße            | Daten       |
| -------------------- | ----------- |
| Besatzung            | 1           |
| Länge                | 5,45 m      |
| Spannweite           | 10,07 m     |
| Tragflächentiefe     | 1,50 m      |
| Flügelfläche         | 15,05 m²    |
| Tragflächenbelastung | 11,50 kg/m² |
| Flügelstreckung      | 6,72        |
| Leermasse            | 82 kg       |
| max. Startmasse      | 173 kg      |